# Diathraustodes
Diathraustodes là một chi bướm đêm thuộc họ Crambidae.